# إدوارد جاي سكوت
إدوارد جاي سكوت (بالإنجليزية: Edward J. Scott)‏ هو كاتب سيناريو أمريكي، ولد في 15 سبتمبر 1944 في سانتا مونيكا في الولايات المتحدة.